# Jevíčko
Jevíčko är en stad i Tjeckien.   Den ligger i distriktet Okres Svitavy och regionen Pardubice, i den östra delen av landet, 170 km öster om huvudstaden Prag. Jevíčko ligger 363 meter över havet och antalet invånare är 2 886.
Terrängen runt Jevíčko är kuperad österut, men västerut är den platt. Jevíčko ligger nere i en dal.Runt Jevíčko är det ganska tätbefolkat, med 52 invånare per kvadratkilometer. Närmaste större samhälle är Moravská Třebová, 14,4 km norr om Jevíčko. Trakten runt Jevíčko består till största delen av jordbruksmark.